# Lovebox Festival
Lovebox es un festival de música de tres días. En 2018, el evento se trasladó a Gunnersbury Park, Londres. La medida se produjo después de que Tower Hamlets rechazó su solicitud para continuar en Victoria Park y los residentes de Lambeth bloquearon su traslado a Brockwell Park.
El evento se lleva a cabo desde 2002 y fue fundado por los DJs de Groove Armada. Durante este tiempo, Lovebox también ha organizado eventos en Newcastle, Dublín e Ibiza, así como numerosas fiestas y noches de club.

## Orígenes e historia
Groove Armada comenzó Lovebox como una sesión residente en el local 93 Feet East de Londres en 2002.

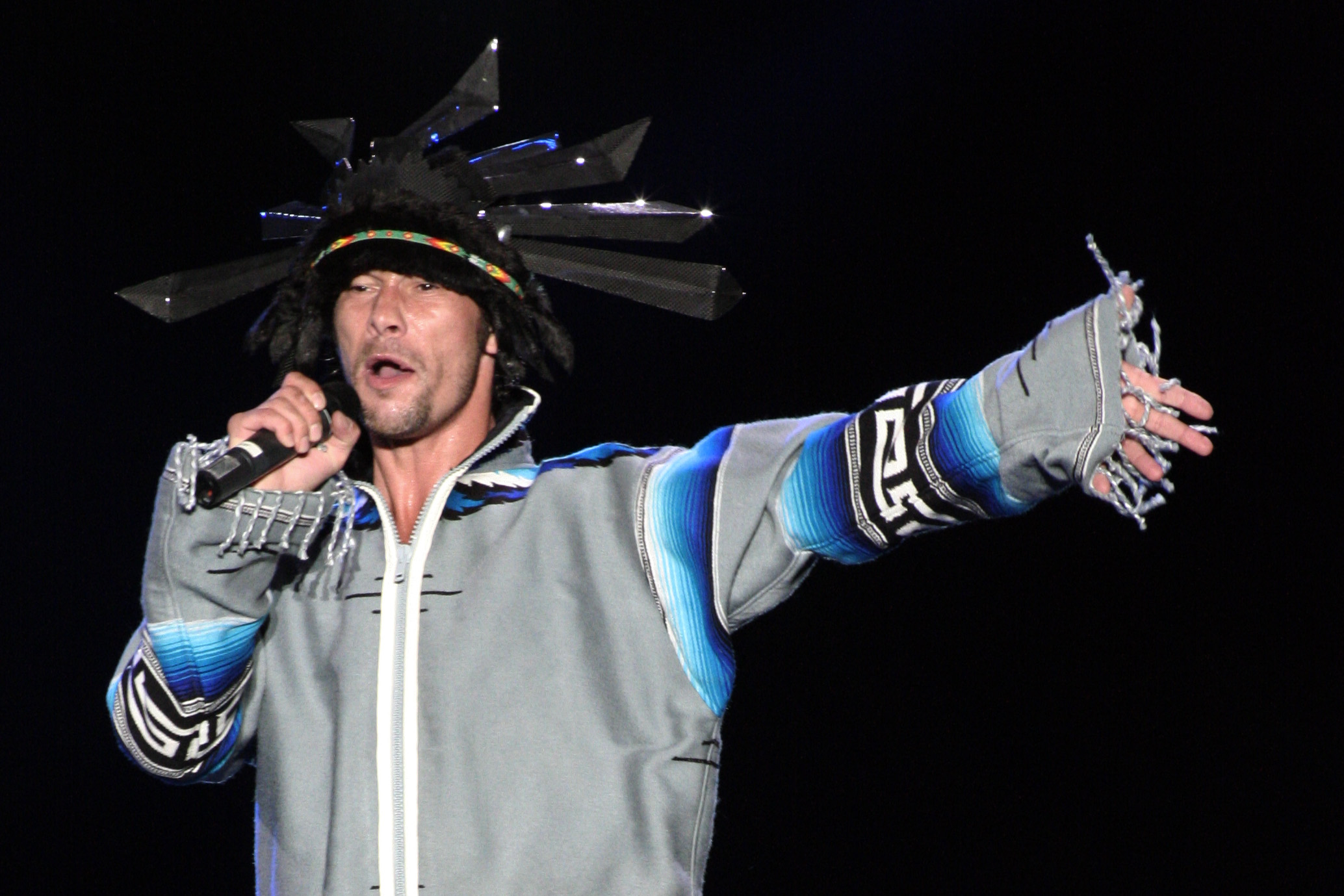
Jay Kay de Jamiroquai actuando en Lovebox Festival de 2006.

En 2003 para celebrar el primer aniversario de la noche, la pareja organizó el primer evento Lovebox al aire libre. El evento de un día se celebró a fines de junio de 2003, en Clapham Common con una capacidad para 10.000 asistentes. Las entradas para el evento se agotaron en dos días. El evento consistió en un escenario principal en vivo, tres escenarios de baile más pequeños, más bares y puestos de comida.
En 2004, el evento se repitió con una capacidad ampliada de 20.000. El evento se agotó en tres días. Lovebox también organizó un festival hermano en el hipódromo de Newcastle seguido de una fiesta posterior.
En 2005, Lovebox se mudó a Victoria Park en Tower Hamlets. El festival se expandió a dos días y una capacidad de 25.000. El evento fue encabezado por Groove Armada y Mylo y contó con cuatro carpas de baile, dos arenas de cabaret, una carpa Spiegel de 1900 y un parque de atracciones.
Desde 2007 hasta 2008, Lovebox organizó un evento hermano en Dublín.
Para 2009, Lovebox había aumentado a una capacidad de 50.000 asistentes y un área de 160.000 m².
Lovebox también ha organizado noches en The End, Turnmills, Neighborhood, Canvas, The Key y The Ministry of Sound en Londres y en otros lugares de Brighton, Dublín, Belfast, Edimburgo, Newcastle e Ibiza, así como una fiesta anual de verano en barco, que se realizó hasta 2008.
Para 2010, el festival se amplió a un evento de tres días, y fue notable el hecho de que Groove Armada ya no se encontraba en los artistas del line up.
Desde 2014, Lovebox se ha reducido a un evento de dos días.
En 2014, Lovebox lanzó After Dark, una serie de fiestas celebradas después de los viernes y sábados por la noche del festival en una selección de espacios de clubes del este de Londres, incluidos Oval Space, The Laundry y Village Underground. Los actos que han actuado en After Dark incluyen Bonobo, Modeselektor, Shy FX, Soul Clap y Scuba.

## Cultura de festival

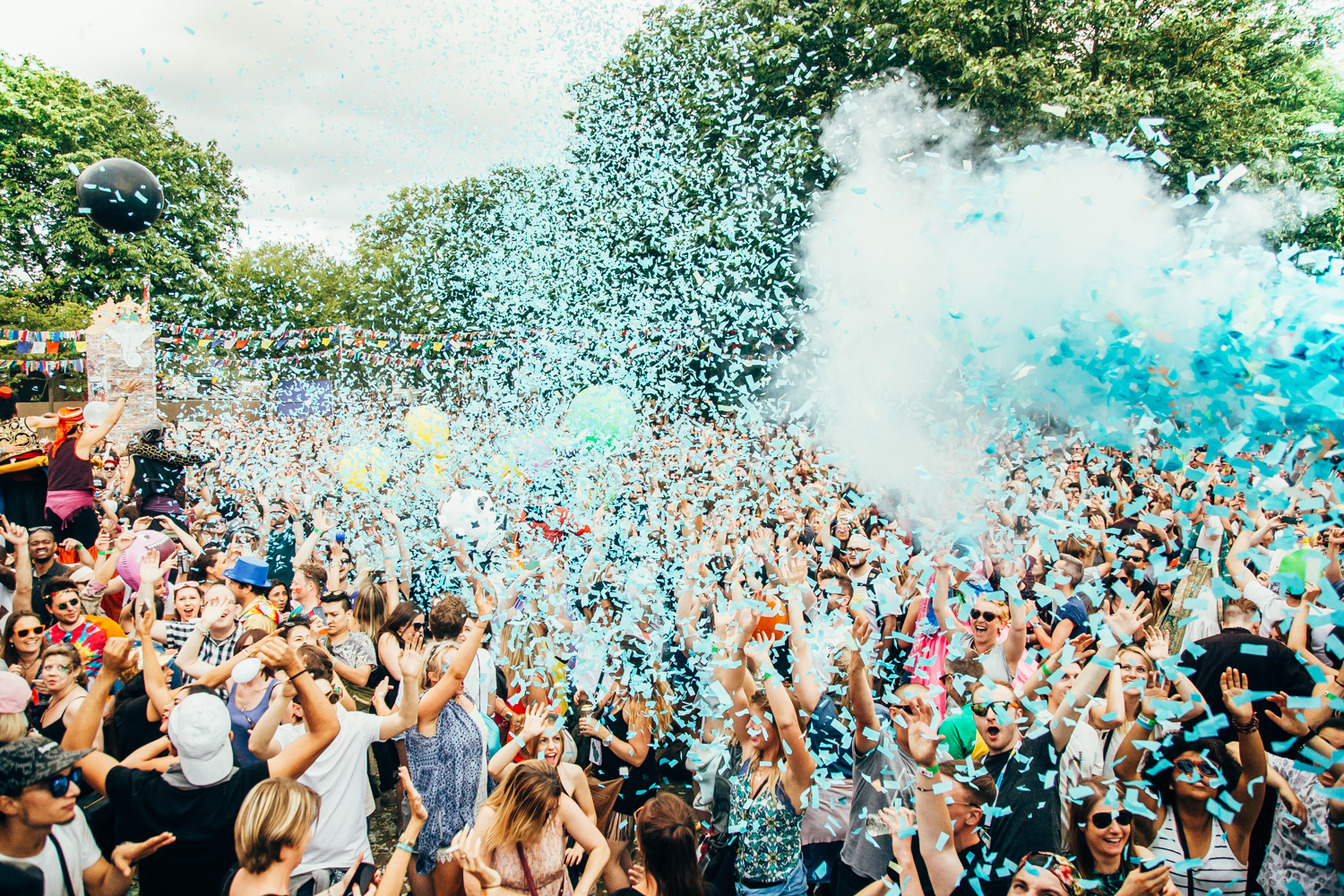
Evento de elrow en la edición de 2015 de Lovebox.

A pesar de comenzar como un festival predominantemente de baile, Lovebox se ha expandido para incluir una amplia variedad de géneros musicales que incluyen hip hop, indie, rock, grime, música del mundo y pop, así como artistas de circo, cabaré entre otros. En 2009, el festival organizó siete etapas, con el apoyo de varias asociaciones de marcas como Gaymers Cider, Relentless y Rizla.
Para 2015, el festival había acogido doce etapas, en asociación con asociaciones de marcas como Noisey, BBC Radio 1Xtra, Essential Mix, Thump, Mountain Dew y Corona Extra.
Lovebox también es conocido por ser un evento muy creativo, con escenarios y áreas elaboradamente construidas y vestidas. El sitio del festival 2009 presentó una casa del árbol, una bolera, una feria de moda vintage y un área de curación y masaje, así como varios bares temáticos y áreas para comer.
En 2014, Secret Productions, coorganizadores de Secret Garden Party y cofundadores de Wilderness, se unieron a Lovebox. Desde entonces, el sitio también ha albergado instalaciones de arte, una discoteca, espectáculos de walkabout y bares temáticos.
Con sede en el centro de Londres, pero que aún abarca muchas de las características de los eventos en el país, como Glastonbury y Secret Garden Party, Lovebox ha desarrollado una reputación de ser un festival multidimensional de «ambiente urbano pero rural; sin el campamento o el interminable vagabundeo».
Lovebox Festival ha ganado una selección de premios. En 2006, ganó el premio Virtual Festivals Party People por la música dance. En 2008, Lovebox ganó el Premio del Festival del Reino Unido al mejor festival de tamaño medio.